# Єлшанка (Бузулуцький район)
Єлша́нка (рос. Елшанка) — селище у складі Бузулуцького району Оренбурзької області, Росія.

## Населення
Населення — 85 осіб (2010; 93 у 2002).
Національний склад (станом на 2002 рік):
- росіяни — 92 %